# Pristimantis calcarulatus
Pristimantis calcarulatus es una especie de anfibio anuro de la familia Craugastoridae.

## Distribución
Esta especie habita entre los 1140 y 2700 m de altitud en el lado occidental de la Cordillera Occidental:
- en las provincias de Carchi, Imbabura, Cotopaxi y Pichincha en Ecuador;
- en el departamento de Nariño en Colombia.[4]

## Descripción
Los machos miden de 17.8 a 24.6 mm y las hembras de 25.3 a 28.9 mm.

## Publicación original
- Lynch, 1976 : New species of frogs (Leptodactylidae: Eleutherodactylus) from the Pacific versant of Ecuador. Occasional papers of the Museum of Natural History, the University of Kansas, n.º 55, p. 1-33[5]